# Newhall Pass

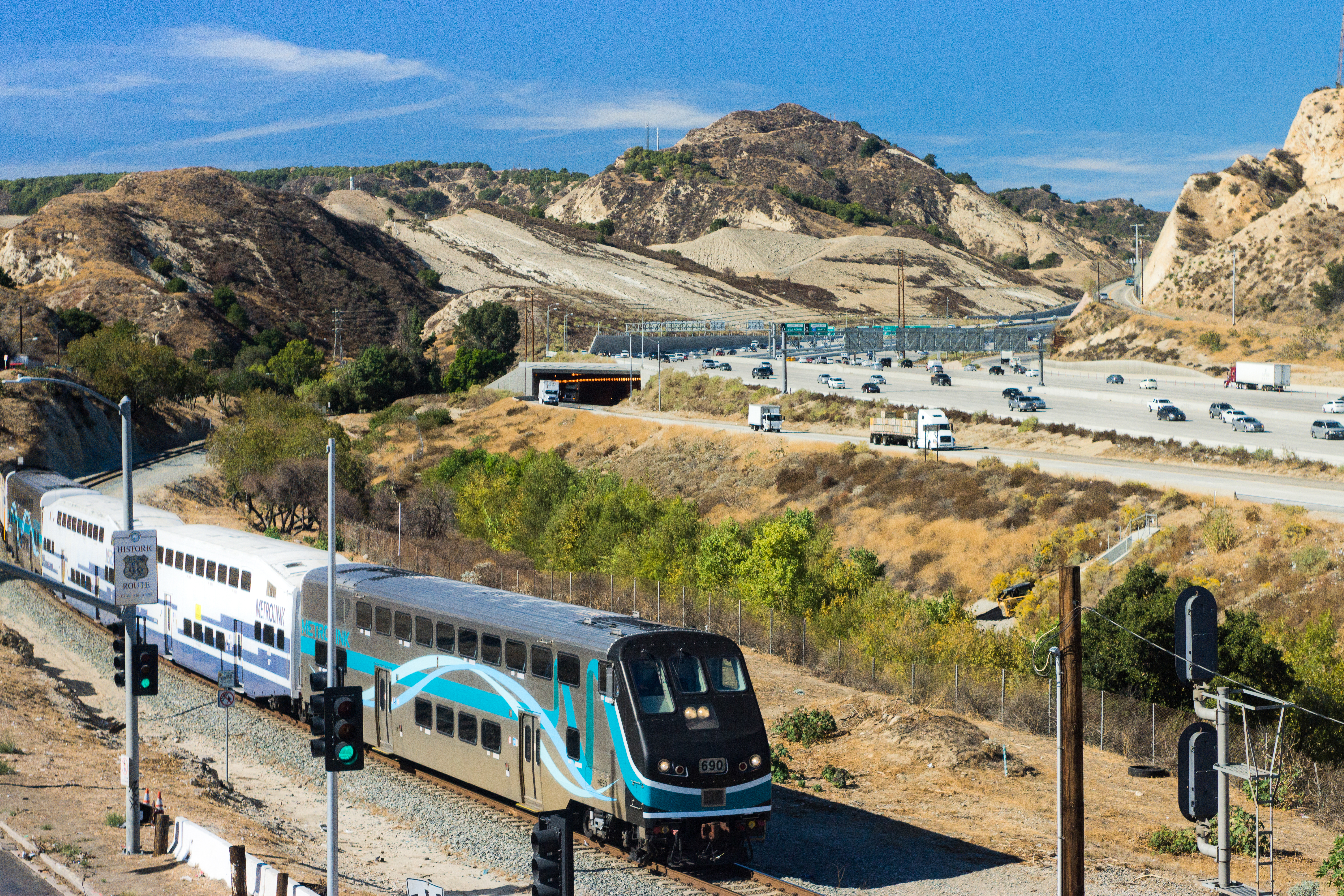
Metrolinktåg samt Interstate 5 i Newhall Pass i den norra delen av Los Angeles County.

Newhall Pass är ett bergspass i Los Angeles County, Kalifornien, USA mellan San Gabriel Mountains och Santa Susana Mountains. Passet förbinder San Fernando Valley med Santa Clarita Valley och är en viktig tillfart till Los Angeles från norr. Motorvägarna Interstate 5 "Golden State Freeway" och State Route 14 "Antelope Valley Freeway" liksom landsvägarna Sierra Highway, Foothill Boulevard och San Fernando Road samt järnvägen Southern Pacific Railroad (via San Fernando-tunneln) går genom passet.
Passets höjd är 229 meter.